# Tamaulipas
L'État de Tamaulipas (prononcé en espagnol : /tamawˈlipas/), officiellement l'État libre et souverain de Tamaulipas (Estado Libre y Soberano de Tamaulipas /esˈtado ˈliβɾe i soβeˈɾano de tamawˈlipas/), est un État du Mexique situé au nord du pays, à la frontière avec les États-Unis. Il est entouré par l'État du Texas aux États-Unis au nord, puis au Mexique par l'État de Nuevo León à l'ouest, le golfe du Mexique à l'est, San Luis Potosí et Veracruz au sud. Sa capitale est Ciudad Victoria. Il est subdivisé en 6 régions et 43 municipalités.

## Origine du nom
Le nom de de Tamaulipas dérive de celui d'une ancienne ville huastèque nommée Tamaholipa, et située dans la municipalité de González. Cette localité fut le lieu de fondation d'un des nombreux couvents franciscain de Nouvelle-Espagne. Cette fondation est ici due au frère Andrés de Olmos en 1544, tandis que le peuple des Tamaulitecos (es) était l'une des ethnies de la région,.

## Histoire

### Pré et protohistoire
Les premières traces d'occupation humaine remontent à 12 000 ans avant notre ère, et appartiennent au "Complejo Diablo", ou complexe du Diable, situé dans le Cañón del Diablo, ou Canyon du Diable. Il s'agit d'un ensemble d'abris sous roches comprenant des peintures rupestres.

### Période préhispanique
Durant la période préhispanique, la région située au nord du bassin versant du fleuve Río Pánuco, au nord d'une ligne formée par les villes de Tula et de Soto la Marina, qui forme la limite entre l'Amérique aride et la Mésoamérique, est essentiellement peuplée par des populations nomades. La zone située au sud fait partie de la région Huasteca, peuplée par le peuple des Huaxtèques, qui était une civilisation urbaine et agricole. Cette partie de la Huasteca est dénommée Huasteca Tamaulipeca. Cette situation n'était cependant pas la même avant l'arrivée des Espagnols, et la culture huastèque remontait alors plus au nord. Mais des migrations venues du Nord ont alors fait refluer les Huastèques vers le Río Pánuco.
La première expédition exploratoire espagnole a eu lieu en 1518, sous le commandement de Alonso Álvarez de Pineda, qui partit sur ordre du gouverneur de la Jamaïque, Francisco Garay. Il explora alors et cartographia la côte depuis Veracruz jusqu'à la Floride.

### Prémices à la colonisation
En 1522, Hernán Cortés conquît la région de la Huasteca, qui appartînt alors à la province de Pánuco.

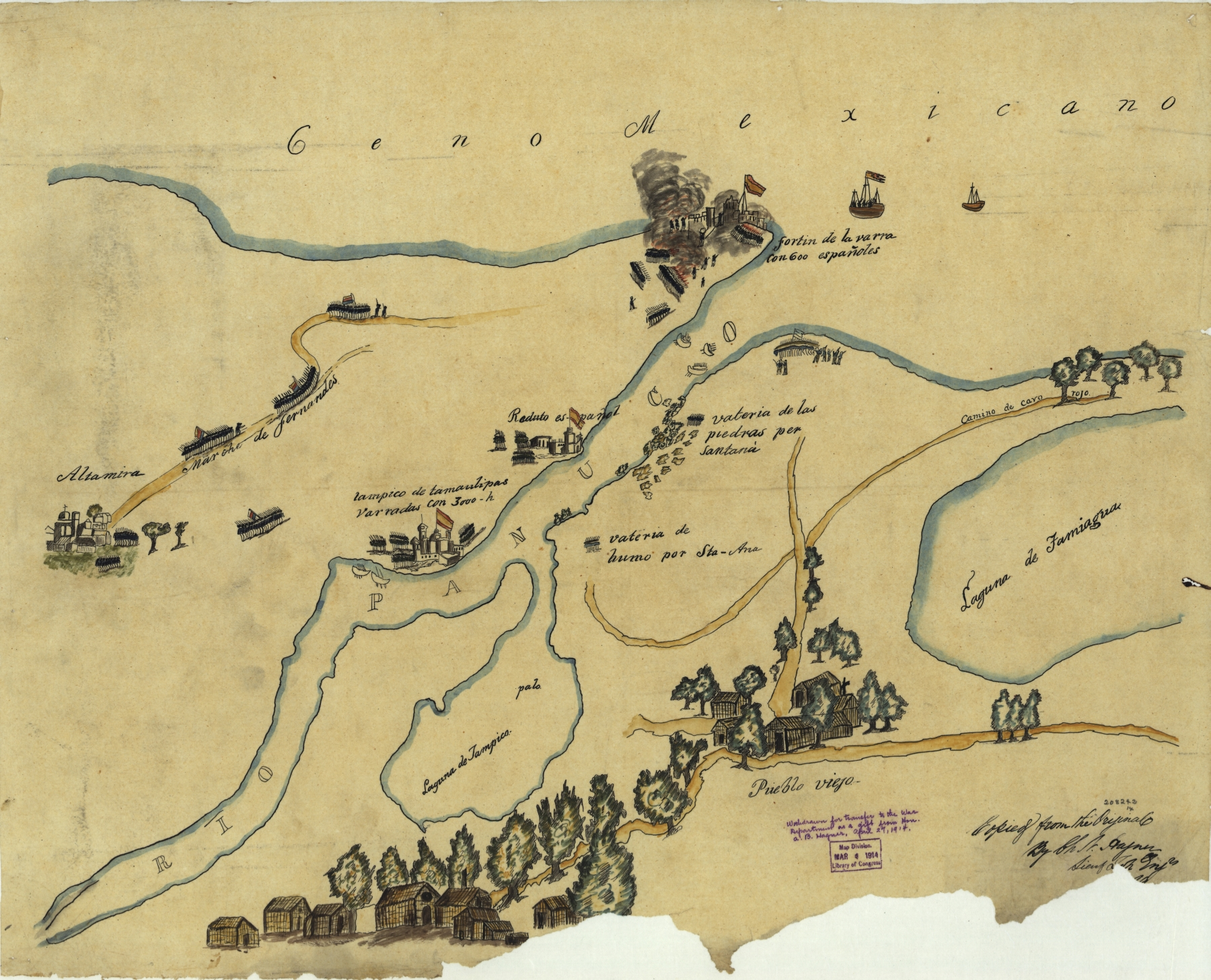
Carte montrant l'ancien site de San Luis Tampico, aujourd'hui Ciudad Cuauhtémoc

Avant l'arrivée de José de Escandón et une réelle colonisation de la région au milieu du XVIIIe siècle, plusieurs petites fondations ont eu lieu, essentiellement dans le sud de la région. La première fondation a lieu dès 1544, il s'agit d'un couvent franciscain créé par le frère Andrés de Olmos, au lieu-dit Tamaholipa (qui donnera plus tard son nom à l'État de Tamaulipas), dans le nord de l'actuelle municipalité de González. Bien qu'en dehors de la future Nouvelle-Santander, il convient de signaler la fondation en 1554 de la première ville de Tampico (il y en eu trois successives), par le même frère Andrés de Olmos. Cette ville se trouvait juste au sud du fleuve Río Pánuco, qui servira de limite sud à la Nouvelle-Santander, dans l'actuelle municipalité de Pueblo Viejo.
D'autres fondations ont lieu au cours du XVIIe siècle par des frères franciscains. La ville de Jaumave connaît ainsi une première colonisation dès 1617, tandis que la même année est fondée la ville de Ciudad Tula,, et celle de Palmillas connaît un premier peuplement en 1627.

### Création de la province de la Nouvelle-Santander

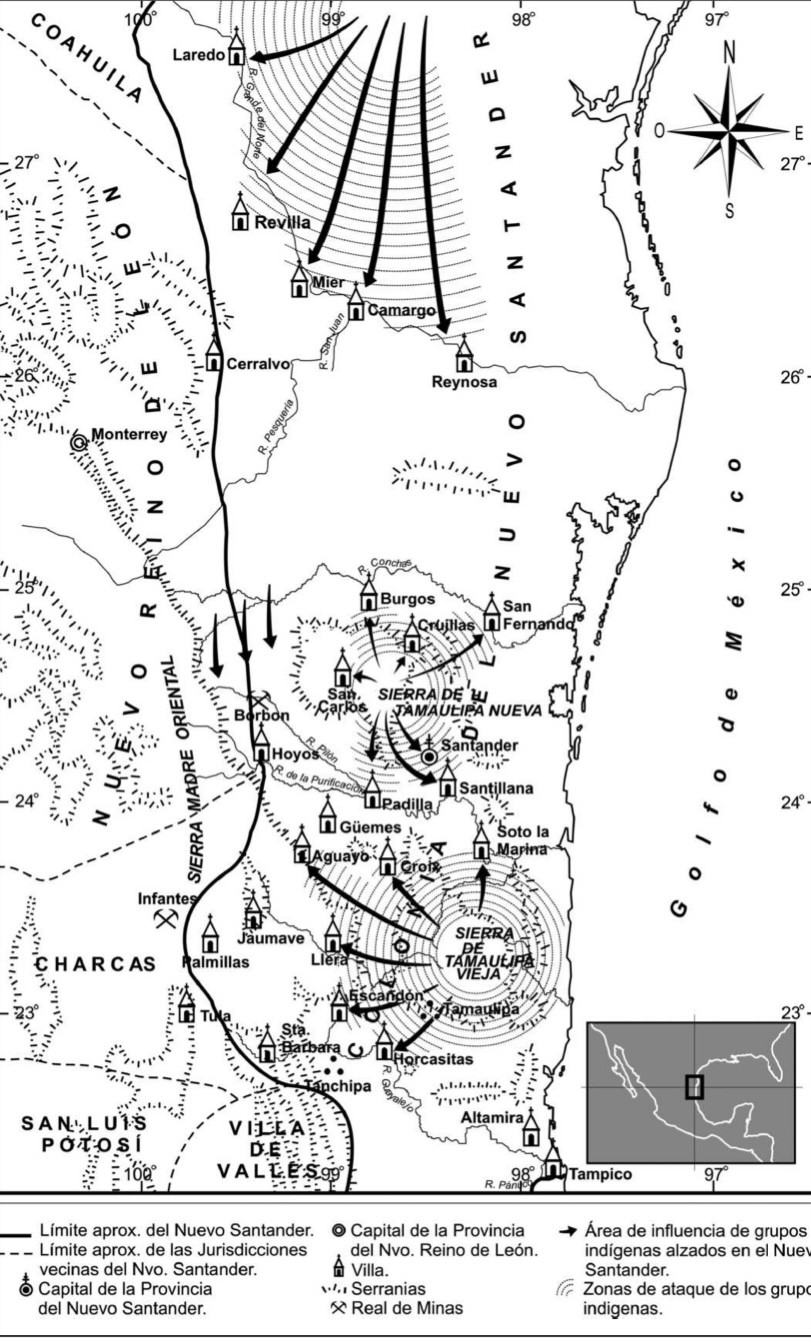
Carte de la Nouvelle-Santander, avec les fondations de villes et les zones mal contrôlées

La région qui deviendra plus tard l'État du Tamaulipas n'était pas comprise dans la conquête du Mexique par Hernán Cortés au XVIe siècle, mais était une région périphérique à la Nouvelle-Espagne. À l'exception de quelques fondations isolées, il faut en effet attendre le milieu du XVIIIe siècle et un aventurier du nom de José de Escandón, un peu plus tard fait comte de Sierra Gorda (1749), une région qu'il a conquise plus au sud, pour voir naître une nouvelle province espagnole, la Nouvelle-Santander. Cette conquête s'est faite à la demande de Juan Francisco de Güemes y Horcasitas, alors vice-roi de Nouvelle-Espagne, dans une région auparavant nommée “Costa del Seno Mexicano”. C'est en effet en 1746 que le vice-roi désigne José de Escandón comme gouverneur de la future province et lui confie la tâche de son peuplement de son organisation. En 1748, la colonisation de la Nouvelle-Santander commence officiellement, avec la fondation de la ville de Santa María de Llera ; elle s'achève en 1755, après quelques 24 fondations. L'ultime fondation est en effet celle de la ville de Laredo, aujourd'hui au Texas, fondée en 1755. La ville de Nuevo Laredo en est aujourd'hui la continuatrice mexicaine. Cette ville s'étendait à ses origines sur les deux rives du fleuve Río Grande. La ville de Jaumave est cependant fondée dès 1744, dans le sud de la future province. La ville de Santander, capitale de la nouvelle province, est elle fondée en 1749.

### Évolution de la province de Nouvelle-Santander
En 1769, le gouverneur de la province, Vicente González de Santa Inés, décide de déplacer sa capitale vers la ville fondée trois ans plus tôt à San Carlos. Ce nouveau site, situé plus nord-est, se trouve au cœur d'un secteur minier en plein développement, dont le gouverneur attend des revenus importants pour la province,.
En 1786, à la suite des Réformes bourboniennes, sont créées des intendances, dont celle de San Luis Potosí, comprenant également la province de Nouvelle-Santander.
La capitale est à nouveau déplacée en 1811 vers la ville de Santa María de Aguayo, l'actuelle ville de Ciudad Victoria.

### Indépendance du Mexique et création de l'État du Tamaulipas
La province de Nouvelle-Santander déclare officiellement son indépendance à Villa de Aguayo (aujourd'hui Ciudad Victoria) en 1821.
L'État de Tamaulipas est créé en 1824 au sein des États-Unis du Mexique. Limité au nord par le fleuve Río Grande, ce nouvel État comprend la ville de Laredo, aujourd'hui texane, seul endroit où il franchit le fleuve, qui sert officiellement depuis 1848 de frontière d'État.
Le 20 avril 1825, la ville de Santa María de Aguayo devient officiellement capitale de l'État du Tamaulipas, et prend le nom de Ciudad Victoria, en l'honneur du leader indépendantiste Guadalupe Victoria. Cette fonction fut auparavant occupée par la ville de Padilla.

### De l'Indépendance à la Révolution mexicaine
Dans le cadre de la Guerre américano-mexicaine, entre 1845 et 1848, l'État de Tamaulipas est occupé par les troupes américaines, après des incursions à Laredo et à Reynosa. Le Traité de Guadalupe Hidalgo de février 1848 met fin à la guerre, et reconnaît le fleuve Río Grande comme frontière internationale. La ville de Laredo est alors coupée en deux, avec sa partie orientale aux États-Unis, et sa partie occidentale au Mexique.

### Période contemporaine
Le traité frontalier de 1970 (en) reconnaît l'appartenance au territoire mexicain du village de Río Rico, construit dans un ancien méandre du Río Bravo, qui en 1972, est officiellement intégré dans l'État du Tamaulipas.

## Éducation
L'État possède une université, l'Universidad Autónoma de Tamaulipas (es). Fondée en 1950, elle est reconnue comme université autonome en 1967. Elle comprend 26 campus, dont ceux de Ciudad Victoria, Reynosa, Matamoros, Nuevo Laredo, Tampico, Ciudad Mante et Valle Hermoso.

## Économie
L'État de Tamaulipas fait notamment partie des cinq États mexicains autorisés à produire de la Tequila. Cette appellation d'origine concerne les onze villes de : Aldama, Altamira, Antiguo Morelos, Gomez Farias, Gonzalez, Llera, Mante, Nuevos Morelos, Ocampo, Tula et Xicotencatl.
La ville de Tampico, au sud de l’État, à l’embouchure du Río Pánuco frontalier avec l’État de Veracruz, est le premier port pétrolier du pays et le second en tonnages de marchandises. C’est également un port de pêche important.

## Géographie
L'État de Tamaulipas s'étend sur 80 249 km2 au nord-est du Mexique. Il est limitrophes des États de Veracruz au sud, San Luis Potosí au sud-ouest et Nuevo León à l'ouest. Sa frontière nord court sur 370 km le long du Río Bravo qui le sépare de l'État américain du Texas. Enfin, il est bordé par le golfe du Mexique à l'est, avec 420 kilomètres de côte. Il est subdivisé en 43 municipalités.
L'État de Tamaulipas est subdivisé en 6 régions administratives, du nord au sud :
- Norte
- San Fernando
- Centro
- Altiplano
- Mante
- Sur

### Hydrologie
Son territoire est traversé par de nombreux fleuves côtiers, dont les plus importants sont :
- Au nord le Río Grande,
- Au centre les fleuves Soto la Marina et San Fernando,
- Au sud, les ríos Tigre et Carrizales, qui descendent du massif montagneux de la Sierra de Tamaulipas, et le Río Pánuco, principal fleuve du Mexique.

### Reliefs
L'État possède plusieurs massif montagneux, dont la Sierra de Tamaulipas, présente dans le centre-sud de son territoire, et culminant à 1260 mètres d'altitude. Elle est bordée au sud-ouest par la chaîne de montagnes de la Sierra Madre orientale, avec un pic à la Sierra Peña Nevada (es), qui culmine à 3563 mètres.

### Flore et faune
| Flore et faune   |                     |                       |                  |                      |
|                  |                     |                       |                  |                      |
| Jaguar           | Puma                | Tamiasciurus          | Renard roux      | Aigle royal          |
|                  |                     |                       |                  |                      |
| Tortue imbriquée | Caiman              | Tayassuidae           | Cerf de Virginie | Didelphis virginiana |
|                  |                     |                       |                  |                      |
| Érable argenté   | Figuier de Barbarie | Echinocactus grusonii | Cactus rustique  | Pin ponderosa        |

### Villes et urbanisme
Les principales ville de cet État sont les suivantes :
| Municipalité  | Ville             | Population ville | Population mun. |
| ------------- | ----------------- | ---------------- | --------------- |
| Reynosa       | Reynosa           | 507 998          | 837 251         |
| Matamoros     | Heroica Matamoros | 422 711          | 541 979         |
| Nuevo Laredo  | Nuevo Laredo      | 348 387          | 425 058         |
| Victoria      | Ciudad Victoria   | 278 455          | 349 688         |
| Tampico       | Tampico           | 303 635          | 927 379         |
| Altamira      | Altamira          | 50 896           | 269 790         |
| Ciudad Madero | Ciudad Madero     | 193 045          | 205 933         |
| Río Bravo     | Ciudad Río Bravo  | 83 736           | 132 484         |
| El Mante      | Ciudad Mante      | 81 884           | 106 144         |
| Valle Hermoso | Valle Hermoso     | 47 696           | 60 055          |

En plus de cette classification des principales villes de l'État de Tamaulipas par importance démographique, et qu'il ne faut pas confondre avec les municipalités, il existe dans cet État 4 zones métropolitaines, dénommées "Zonas metropolitanas". Elles sont définies ainsi : ensemble de deux ou plusieurs municipalités où se trouve une ville d'au moins 50 000 habitants et dont les activités ou la zone d'influence directe dépend de la municipalité principale, et éponyme. Les 4 zones métropolitaines sont les suivantes :
- La Zona metropolitana de Tampico (es), qui est particulière, puisqu'elle regroupe dans l'État de Tamaulipas, situé au nord de celui de Veracruz, les municipalités de Tampico, Altamira et Ciudad Madero, et dans l'État de Veracruz celles de Pueblo Viejo et de Pánuco, pour une population totale de 927 379 habitants[35].

- La Zona metropolitana de Reynosa-Río Bravo (es), située à la frontière avec les États-Unis et qui regroupe les municipalités de Reynosa et de Río Bravo, pour une population totale de 633 730 habitants en 2005[36].

- La Zone métropolitaine de Matamoros–Brownsville située à cheval sur la frontière avec les États-Unis et centrée au Mexique sur la municipalité de Matamoros, et au Texas sur la ville de Brownsville[36].

- La Zona metropolitana de Nuevo Laredo-Laredo (es), située à la frontière avec les États-Unis et comprenant la seule municipalité de Nuevo Laredo[36].